# Ummidia erema
Espèce
Synonymes
- Pachylomerus eremus Chamberlin, 1925

Ummidia erema est une espèce d'araignées mygalomorphes de la famille des Halonoproctidae.

## Distribution
Cette espèce est endémique du Panama. Elle se rencontre sur l'île Barro Colorado et à San Lorenzo.

## Description
La femelle holotype mesure 8,5 mm.

## Systématique et taxinomie
Cette espèce a été décrite sous le protonyme Pachylomerus eremus par Chamberlin en 1925. Elle est placée dans le genre Pachylomerides par Strand en 1934 puis dans le genre Ummidia par Roewer en 1955.

## Publication originale
- Chamberlin, 1925 : « Diagnoses of new American Arachnida. » Bulletin of the Museum of Comparative Zoology, vol. 67, p. 211-248 (texte intégral).